# James Cecil, IV conte di Salisbury
James Cecil, IV conte di Salisbury (Londra, 1666 – Londra, 1694), è stato un nobile e politico britannico.
Cortigiano di re Giacomo II, durante la Gloriosa Rivoluzione del 1688 comandò un reggimento di soldati in supporto al Re. Successivamente venne imprigionato nella Torre di Londra per 22 mesi, accusato di alto tradimento. Venne rilasciato nell'ottobre del 1690 a seguito di un'amnistia generale e morì nel 1694.

## Biografia

### Infanzia ed educazione
Battezzato il 25 settembre 1666, James Cecil era uno dei dieci figli di James Cecil, III conte di Salisbury e di sua moglie, lady Margaret Manners, figlia di John Manners, VIII conte di Rutland. Educato al St John's College di Cambridge, si trovò ad essere il maschio maggiore tra i figli sopravvissuti al 1683, anno della morte del terzo conte.

### Matrimonio
Il 13 luglio 1683, all'età di 16 anni, il nuovo Conte si Salisbury sposò Frances Bennett (1670–1713), figlia di Simon Bennett, del Buckinghamshire. Bennett, che all'epoca del matrimonio era già morto, aveva lasciato due figlie e per sua volontà testamentaria ciascuna avrebbe avuto in dote la somma di 20.000 sterline, ma l'aspirante marito avrebbe dovuto sposare la figlia dopo che avesse compiuto i 16 anni e avendo il consenso del tutore da lui nominato a vegliare sulle due bambine. Frances Bennett sposò James col consenso dell'esecutore testamentario, ma prima di aver raggiunto i 16 anni, il che portò successivamente a contestazioni.

### Carriera e prigionìa
Il Conte di Salisbury ereditò dal padre anche la posizione di Capital Steward del borough di Hertford.
Dopo il suo matrimonio, James viaggiò per diversi anni, ritornando in Inghilterra all'inizio del 1688. Quell'anno egli venne nominato Gentleman of the Bedchamber da re Giacomo II e si convertì al cattolicesimo, ma la sua nomina venne annullata dalla Gloriosa Rivoluzione che perdurò dall'ottobre al dicembre di quello stesso anno, periodo durante il quale egli prestò servizio al re come colonnello di un reggimento di cavalleria.

Il Conte di Salisbury venne arrestato nel gennaio 1689. Il 26 ottobre 1689 la Camera dei Comuni lo inquisì con Henry Mordaunt, II conte di Peterborough per alto tradimento dal momento che "si era allontanato dal parlamento e riconciliato con la Chiesa di Roma", chiedendo un giudizio poi anche alla Camera dei Lords. Quello stesso giorno i Lords intimarono ai due carcerati di comparire al loro cospetto. Il Conte di Salisbury che già era imprigionato nella Torre di Londra ottenne che sua moglie, amici e servitori avessero accesso alla sua persona. Trasportato alla Camera dei Lords il 28 ottobre di quello stesso anno, in replica all'accusa il Conte di Salisbury disse: 
James Cecil rimase alla Torre senza processo. Il 2 ottobre 1690, la Camera dei Lords lesse la petizione secondo la quale entrambi gli imprigionati chiedevano il perdono e la liberazione. Il 30 ottobre il nuovo re Guglielmo III e la regina Maria II decisero di concedere il perdono a entrambi i condannati senza attendere il giudizio della Camera dei Comuni in materia.
Dopo il suo rilascio, il Conte di Salisbury sostenne la causa del proprio matrimonio presso la High Court of Chancery in quanto alcuni parenti di sua moglie contestavano che la dote ricevuta da sua moglie dovesse essergli corrisposta a metà in quanto non aveva rispettato la volontà del padre della sposa. La causa si concluse positivamente il 1º maggio 1691 a favore del Conte di Salisbury.

### Ultimi anni e morte
Nel marzo 1693, John Dryden gli dedicò la sua nuova opera Love Triumphant.
James Cecil morì il 24 ottobre 1694 all'età di 28 anni e venne succeduto dal suo primogenito, allora infante. Appena un mese prima della morte dello stesso conte di Salisbury, la madre di sua moglie era stata uccisa da un assassino che era penetrato nella sua abitazione. La moglie gli sopravvisse sino al 1713.

## Discendenza
Il figlio ed erede del Conte di Salisbury, nato dal suo matrimonio con Frances Bennett, ebbe nome James (1691–1728) e nacque l'8 giugno 1691. Dopo la prematura scomparsa del padre, il giovane quinto Conte di Salisbury ascese al titolo paterno sotto la tutela della madre.

## Ascendenza
|                                     |                |                                              | Genitori                          |  |  | Nonni |  |  | Bisnonni                             |  |  | Trisnonni                          |  |
|                                     |                |                                              |                                   |  |  |       |  |  | William Cecil, II conte di Salisbury |  |  | Robert Cecil, I conte di Salisbury |  |
|                                     |                |                                              |                                   |  |  |       |  |  | William Cecil, II conte di Salisbury |  |  | Robert Cecil, I conte di Salisbury |  |
|                                     |                | Elizabeth Brooke                             |                                   |  |  |       |  |  | William Cecil, II conte di Salisbury |  |  |                                    |  |
| Charles Cecil, visconte Cranborne   |                |                                              |                                   |  |  |       |  |  | William Cecil, II conte di Salisbury |  |  |                                    |  |
|                                     |                | Catherine Howard                             | Thomas Howard, I conte di Suffolk |  |  |       |  |  |                                      |  |  |                                    |  |
|                                     |                | Catherine Howard                             | Thomas Howard, I conte di Suffolk |  |  |       |  |  |                                      |  |  |                                    |  |
|                                     |                | Catherine Howard                             | Katherine Knyvett                 |  |  |       |  |  |                                      |  |  |                                    |  |
| James Cecil, III conte di Salisbury |                | Catherine Howard                             |                                   |  |  |       |  |  |                                      |  |  |                                    |  |
|                                     |                | James Maxwell, I conte di Dirletoun          | Robert Maxwell                    |  |  |       |  |  |                                      |  |  |                                    |  |
|                                     |                | James Maxwell, I conte di Dirletoun          | Robert Maxwell                    |  |  |       |  |  |                                      |  |  |                                    |  |
|                                     |                | James Maxwell, I conte di Dirletoun          | Nicola Murray                     |  |  |       |  |  |                                      |  |  |                                    |  |
| Diana Maxwell                       |                | James Maxwell, I conte di Dirletoun          |                                   |  |  |       |  |  |                                      |  |  |                                    |  |
|                                     |                | Elizabeth de Boussoyne                       | …                                 |  |  |       |  |  |                                      |  |  |                                    |  |
|                                     |                | Elizabeth de Boussoyne                       | …                                 |  |  |       |  |  |                                      |  |  |                                    |  |
|                                     |                | Elizabeth de Boussoyne                       | …                                 |  |  |       |  |  |                                      |  |  |                                    |  |
| James Cecil, IV conte di Salisbury  |                | Elizabeth de Boussoyne                       |                                   |  |  |       |  |  |                                      |  |  |                                    |  |
|                                     | George Manners | John Manners                                 |                                   |  |  |       |  |  |                                      |  |  |                                    |  |
|                                     | George Manners | John Manners                                 |                                   |  |  |       |  |  |                                      |  |  |                                    |  |
|                                     | George Manners | Dorothy Vernon                               |                                   |  |  |       |  |  |                                      |  |  |                                    |  |
| John Manners, VIII conte di Rutland | George Manners |                                              |                                   |  |  |       |  |  |                                      |  |  |                                    |  |
|                                     |                | Grace Pierrepont                             | Henry Pierrepont                  |  |  |       |  |  |                                      |  |  |                                    |  |
|                                     |                | Grace Pierrepont                             | Henry Pierrepont                  |  |  |       |  |  |                                      |  |  |                                    |  |
|                                     |                | Grace Pierrepont                             | Frances Cavendish                 |  |  |       |  |  |                                      |  |  |                                    |  |
| Margaret Manners                    |                | Grace Pierrepont                             |                                   |  |  |       |  |  |                                      |  |  |                                    |  |
|                                     |                | Edward Montagu, I barone Montagu di Boughton | Edward Montagu                    |  |  |       |  |  |                                      |  |  |                                    |  |
|                                     |                | Edward Montagu, I barone Montagu di Boughton | Edward Montagu                    |  |  |       |  |  |                                      |  |  |                                    |  |
|                                     |                | Edward Montagu, I barone Montagu di Boughton | Elizabeth Harington               |  |  |       |  |  |                                      |  |  |                                    |  |
| Frances Montagu                     |                | Edward Montagu, I barone Montagu di Boughton |                                   |  |  |       |  |  |                                      |  |  |                                    |  |
|                                     |                | Frances Cotton                               | Thomas Cotton                     |  |  |       |  |  |                                      |  |  |                                    |  |
|                                     |                | Frances Cotton                               | Thomas Cotton                     |  |  |       |  |  |                                      |  |  |                                    |  |
|                                     |                | Frances Cotton                               | Dorothy Tamworth                  |  |  |       |  |  |                                      |  |  |                                    |  |
|                                     |                | Frances Cotton                               |                                   |  |  |       |  |  |                                      |  |  |                                    |  |